# Louis de Montmollin
Louis de Montmollin (* 17. November 1893 in Savagnier; † 6. September 1974 in Neuenburg) war ein Schweizer Offizier und Generalstabschef der Schweizer Armee von 1945 bis 1957.

## Leben
Montmollin entstammt einer alten Neuenburger Familie. Er studierte einige Semester Theologie und Geisteswissenschaften an der Universität Neuenburg. 1916 bis 1920 arbeitete er als Sekretär für die Festungswerke Saint-Maurice.
1920 trat er als Oberleutnant in den Instruktionsdienst der Artillerie ein, 1927 wurde Montmollin Generalstabsoffizier. Ab 1936 nach anderer Quelle 1938 war er Stabschef der 2. Division, von 1940 bis 1942 Kommandant der Leichten Brigade 1. 1943 erfolgte die Beförderung zum Oberstdivisionär und Waffenchef der Artillerie. Ihm wurde klare Anweisungs- und Umsetzungsstärke sowie «zurückhaltende Herzlichkeit im persönlichen Umgang» bescheinigt.
Nach dem Ende des Zweiten Weltkriegs und des damit verbundenen Aktivdienstes übernahm Louis de Montmollin als Oberstkorpskommandant die Position des Generalstabschefs der Schweizer Armee, die er bis 1957 innehatte. Er löste damit Jakob Huber ab.